# Tommy Tabermann
Tommy Tabermann (Ekenäs, 3 december 1947 - Helsinki, 1 juli 2010) was een Finse dichter en politicus. In zijn thuisland verscheen hij met enige regelmaat op televisie in de show Uutisvuoto. In 2007 werd hij verkozen in het Finse parlement voor de Sociaaldemocratische Partij van Finland. Hoewel Tabermanns moedertaal Zweeds was, schreef hij in het Fins.
In 2009 werd er bij Tabermann een hersentumor geconstateerd. Hij overleed een jaar later op 62-jarige leeftijd.